# Comanthus trichoptera
Comanthus trichoptera är en sjöliljeart som först beskrevs av Müller 1846.  Comanthus trichoptera ingår i släktet Comanthus och familjen Comasteridae. Inga underarter finns listade i Catalogue of Life.